# Jimmy Baio
Jimmy Baio (Brooklyn, 15 marzo 1962) è un attore statunitense.

## Biografia
Nato nello stato di New York, ha partecipato a numerose serie TV come Joe and Sons, Fantasilandia e Bolle di sapone (Soap) dove ha interpretato la parte di Billy Tate per 60 episodi. 

## Filmografia

### Cinema
- Gli orsi interrompono gli allenamenti (The Bad News Bears in Breaking Training), regia di Michael Pressman (1977)
- Rock Hotel Majestic (Playing for Keeps), regia di Bob e Harvey Weinstein (1986)
- Bacio mortale (Kiss and Be Killed), regia di Tom E. Milo (1991)
- L'amore ha due facce (The Mirror Has Two Faces), regia di Barbra Streisand (1996)

### Televisione
- Ellery Queen - serie TV, episodio 1x00 (1975)
- Joe and Sons – serie TV, 12 episodi (1975-1976)
- The Love Boat, regia di Richard Kinon e Alan Myerson – film TV (1976)
- Bolle di sapone (Soap) – serie TV, 64 episodi (1977-1981)
- Love Boat (The Love Boat) – serie TV, episodio 2x03 (1978)
- Fantasilandia (Fantasy Island) – serie TV, episodi 2x25-5x04 (1979, 1981)
- L'albero delle mele (The Facts of Life) – serie TV, episodi 3x22-4x09 (1982)
- Matt Houston – serie TV, episodio 1x13 (1983)
- Trapper John (Trapper John, M.D.) – serie TV, episodio 4x22 (1983)
- Vicini troppo vicini (Too Close for Comfort) – serie TV, episodio 3x22 (1983)
- Brass, regia di Corey Allen – film TV (1985)
- Matlock – serie TV, episodio 1x15 (1987)

## Doppiatori italiani
Nelle versioni in italiano delle opere in cui ha recitato, Jimmy Baio è stato doppiato da:
- Riccardo Rossi in Ellery Queen
- Marco Guadagno in Love Boat